# Childia vivipara
Childia vivipara är en plattmaskart som beskrevs av Tekle, Raikova och Jondelius 2006. Childia vivipara ingår i släktet Childia och familjen Childiidae. Arten är reproducerande i Sverige. Inga underarter finns listade i Catalogue of Life.